# Engyprosopon vanuatuensis
Engyprosopon vanuatuensis är en fiskart som beskrevs av Amaoka och Bernard Séret 2005. Engyprosopon vanuatuensis ingår i släktet Engyprosopon och familjen tungevarsfiskar. Inga underarter finns listade i Catalogue of Life.